# Enchytraeus thomasi
Enchytraeus thomasi är en ringmaskart som beskrevs av Juan Manuel Rodriguez och Giani 1986. Enchytraeus thomasi ingår i släktet Enchytraeus och familjen småringmaskar. Inga underarter finns listade i Catalogue of Life.